# Marilee Stepan
Marie Louise „Marilee” Stepan, później Wehmann (ur. 2 lutego 1935 w Chicago, zm. 15 grudnia 2021 w Winnetka) – amerykańska pływaczka. Brązowa medalistka olimpijska z Helsinek.
Zawody w 1952 były jej jedynymi igrzyskami olimpijskimi. Zajęła trzecie miejsce w sztafecie w stylu dowolnym. Partnerowały jej Jackie LaVine, Jody Alderson i Evelyn Kawamoto.